# 願念寺 (美濃市)
願念寺(がんねんじ)は岐阜県美濃市にある阿弥陀如来を本尊とする浄土真宗大谷派の寺院で、山号は竹林山。
文永9年（1272年）に三河国矢作に伊東唯円が建立したのが始まりで、創建当初は影澄寺と称していた。文明5年（1473年）、影澄寺5世専了房唯法の代に上有知（現在の美濃市）の地頭であった浅野長吉が唯法和尚に帰依し、寺院を三河から上有知に移してより願念寺と称するようになった。その後慶長5年（1600年）に上有知藩を開いた金森長近が、浅野氏所縁の竹林庵という寺院跡に移した。さらに享保8年（1723年）に上有知で大火が発生した後に現在地へ移転している。寺宝として美濃市の文化財に指定されている円空作の聖観世音菩薩像を所蔵している。